# Брејен
Брејен (фр. Bréhain) насеље је и општина у североисточној Француској у региону Лорена, у департману Мозел која припада префектури Шато Сален.
По подацима из 2011. године у општини је живело 105 становника, а густина насељености је износила 29,25 становника/km². Општина се простире на површини од 3,59 km². Налази се на средњој надморској висини од 250 метара (максималној 314 m, а минималној 244 m).

## Демографија
| 1962. | 1968. | 1975. | 1982. | 1990. | 1999. | 2011. |
| ----- | ----- | ----- | ----- | ----- | ----- | ----- |
| 101   | 101   | 106   | 80    | 72    | 75    | 105   |

График промене броја становника у току последњих година